# 迪爾菲爾德 (新罕布什爾州)
迪爾菲爾德（英語：Deerfield）是一個位於美國新罕布什爾州羅京安縣的鎮。

## 人口
根據2020年美國人口普查的數據，迪爾菲爾德的面積為134.93平方千米，當中陸地面積為131.46平方千米，而水域面積為3.47平方千米。當地共有人口4855人，而人口密度為每平方千米36人。